# Francisco Javier Muñoz
Francisco Javier Muñoz Llompart, noto come Xisco (Manacor, 5 settembre 1980), è un allenatore di calcio ed ex calciatore spagnolo, di ruolo attaccante, tecnico dello Johor Darul Ta'zim.

## Carriera

### Allenatore
Inizia a muovere i primi passi, quale allenatore in seconda nel Gimnàstic e nel Pobla Mafumet, società di serie minore nel calcio spagnolo, e nella Dinamo Tbilisi dove nel 2020 arriva a guidare la prima squadra ad interim. Nella stagione 2020/21 guida il Watford alla promozione in Premier League, con la squadra in seconda posizione a 91 punti. La stagione in Premier League inizia in modo altalenante con la squadra in 14ª posizione dopo le prime sette giornate. Il 3 ottobre Munoz è sollevato dall’incarico ed è sostituito da Claudio Ranieri. Tre settimane dopo viene chiamato ad allenare l’Huesca in seconda serie spagnola.

## Statistiche

### Statistiche da allenatore
Statistiche aggiornate a febbraio 2023. In grassetto le competizioni vinte.
| Stagione            | Squadra          | Campionato      | Campionato | Campionato | Campionato | Campionato | Coppe nazionali | Coppe nazionali | Coppe nazionali | Coppe nazionali | Coppe nazionali | Coppe continentali | Coppe continentali | Coppe continentali | Coppe continentali | Coppe continentali | Altre coppe | Altre coppe | Altre coppe | Altre coppe | Altre coppe | Totale | Totale | Totale | Totale | % Vittorie | Piazzamento      |
| Stagione            | Squadra          | Comp            | G          | V          | N          | P          | Comp            | G               | V               | N               | P               | Comp               | G                  | V                  | N                  | P                  | Comp        | G           | V           | N           | P           | G      | V      | N      | P      | %          | Piazzamento      |
| ------------------- | ---------------- | --------------- | ---------- | ---------- | ---------- | ---------- | --------------- | --------------- | --------------- | --------------- | --------------- | ------------------ | ------------------ | ------------------ | ------------------ | ------------------ | ----------- | ----------- | ----------- | ----------- | ----------- | ------ | ------ | ------ | ------ | ---------- | ---------------- |
| set.-dic. 2017      | Pobla de Mafumet | TD              | 15         | 8          | 4          | 3          | -               | -               | -               | -               | -               | -                  | -                  | -                  | -                  | -                  | -           | -           | -           | -           | -           | 15     | 8      | 4      | 3      | 53,33      | Interim          |
| ago.-dic. 2020      | Dinamo Tbilisi   | EL              | 8          | 7          | 0          | 1          | ST              | 1               | 0               | 0               | 1               | UCL+UEL            | 1+2                | 0+1                | 0+0                | 1+1                | -           | -           | -           | -           | -           | 12     | 8      | 0      | 4      | 66,67      | Sub., 1º         |
| dic. 2020-2021      | Watford          | FLC             | 26         | 18         | 3          | 5          | FACup+CdL       | 1+0             | 0               | 0               | 1               | -                  | -                  | -                  | -                  | -                  | -           | -           | -           | -           | -           | 27     | 18     | 3      | 6      | 66,67      | Sub., 2º (prom.) |
| ago.-ott. 2021      | Watford          | PL              | 7          | 2          | 1          | 4          | FACup+CdL       | 0+2             | 1               | 0               | 1               | -                  | -                  | -                  | -                  | -                  | -           | -           | -           | -           | -           | 9      | 3      | 1      | 5      | 33,33      | Eson.            |
| Totale Watford      | Totale Watford   | Totale Watford  | 33         | 20         | 4          | 9          |                 | 3               | 1               | 0               | 2               |                    | -                  | -                  | -                  | -                  |             | -           | -           | -           | -           | 36     | 21     | 4      | 11     | 58,33      |                  |
| ott. 2021-2022      | Huesca           | SD              | 30         | 9          | 12         | 9          | CR              | 2               | 1               | 0               | 1               | -                  | -                  | -                  | -                  | -                  | -           | -           | -           | -           | -           | 32     | 10     | 12     | 10     | 31,25      | Sub., 13º        |
| ott. 2022-gen. 2023 | Anorthōsis       | AK              | 12         | 3          | 2          | 7          | KK              | 1               | 1               | 0               | 0               | -                  | -                  | -                  | -                  | -                  | -           | -           | -           | -           | -           | 13     | 4      | 2      | 7      | 30,77      | Sub., eson.      |
| Totale carriera     | Totale carriera  | Totale carriera | 98         | 47         | 22         | 29         |                 | 7               | 3               | 0               | 4               |                    | 3                  | 1                  | 0                  | 2                  |             | -           | -           | -           | -           | 108    | 51     | 22     | 35     | 47,22      |                  |

## Palmarès

### Giocatore

#### Club

##### Competizioni nazionali
- Campionato spagnolo: 1

Valencia:  2003-2004
- Campionato georgiano: 1

Dinamo Tbilisi: 2013-2014
- Coppa di Georgia: 1

Dinamo Tbilisi: 2013-2014

##### Competizioni internazionali
- Coppa UEFA: 1

Valencia: 2003-2004
- Supercoppa UEFA: 1

Valencia: 2004

#### Individuale
- Capocannoniere del campionato georgiano: 2

2012-2013 (22 gol), 2013-2014 (19 gol)

### Allenatore

#### Club

##### Competizioni nazionali
- Campionato georgiano: 1

Dinamo Tbilisi: 2020